# Howard Stringer
Pour les articles homonymes, voir Stringer.
Sir Howard Stringer (né le 19 février 1942) est un homme d'affaires américain d'origine galloise et ancien directeur, président et chef de la direction de Sony Corporation (jusqu'en avril 2012)

## Vie privée
Stringer est né à Cardiff, Pays de Galles, le fils de Marjorie Mary (née Pook) et de Harry Stringer,. Il a immigré aux États-Unis en 1965, et a servi dans l'Armée de terre des États-Unis et est vétéran de la guerre du Viêt Nam. Stringer est naturalisé en 1985[réf. nécessaire].
Le 7 mars 2005, il est nommé le nouveau président de Sony Corporation, à la suite du départ de Nobuyuki Idei. 